# Verkehrsberuhigter Geschäftsbereich

Zeichen 274.1-20: Beginn einer Tempo-20-Zone

Ein verkehrsberuhigter Geschäftsbereich ist in Deutschland – in Anlehnung an die Festlegungen der Tempo-30-Zone – laut § 45 Abs. 1d der StVO eine Tempozone mit einer Höchstgeschwindigkeit von weniger als 30 km/h. Er wird in „zentralen städtischen Bereichen mit hohem Fußgängeraufkommen und überwiegender Aufenthaltsfunktion“ empfohlen und findet überwiegend als Tempo-20-Zone Anwendung. Durch die straßenverkehrsrechtliche Zugehörigkeit zur Tempo-30-Zone gelten deren rechtliche Rahmenbedingungen und Richtlinien sowie Gestaltungsmöglichkeiten. Der verkehrsberuhigte Geschäftsbereich wurde zum 1. Januar 1990 mit der Veröffentlichung der „Zehnten Verordnung zur Änderung der Straßenverkehrs-Ordnung“ eingeführt (BGBl. 1989 I S. 1976).

## Anwendung und Nutzen
Als Bindeglied zwischen Tempo-30-Zone und Verkehrsberuhigtem Bereich ist der verkehrsberuhigte Geschäftsbereich insbesondere dazu geeignet, zum Teil denkmalgeschützte Innenstadtbereiche hinsichtlich des Verkehrs flächig zu beruhigen. 
Durch die geringen Geschwindigkeiten verbessert sich die Verkehrssicherheit für Fußgänger, zumal sich meist zugleich eine Minderung des motorisierten Durchgangsverkehrs ergibt. Dies ist besonders in den oftmals schmalen Straßen von Innenstädten relevant sowie wenn gastronomische Aufstellflächen vorhanden sind. Speziell bei historischem Straßenpflaster kann von einer Lärmentlastung der Anwohner ausgegangen werden. Im Allgemeinen erhöht sich die Aufenthaltsqualität der Verkehrsflächen für Fußgänger in dem Maße, in dem sich die Fahrgeschwindigkeit verringert. Als Netzelement für den Radverkehr ist sie auch für das Fahrradfahren geeignet.
Von dem geringeren Verkehrsaufkommen profitiert auch der Denkmalschutz, indem durch Verringerung des Schwerverkehrs weniger Erschütterungen auftreten. Die meist empfindliche Bausubstanz wird gleichzeitig weniger Schadstoffen aus Verbrennungsmotoren ausgesetzt. 
Weil bei der flächigen Einrichtung einer Tempozone nur im Zonenübergang beschildert werden muss, kann der verkehrsberuhigte Geschäftsbereich zu einer Reduzierung der Beschilderung in den Ortskernen beitragen.

## Beispiele

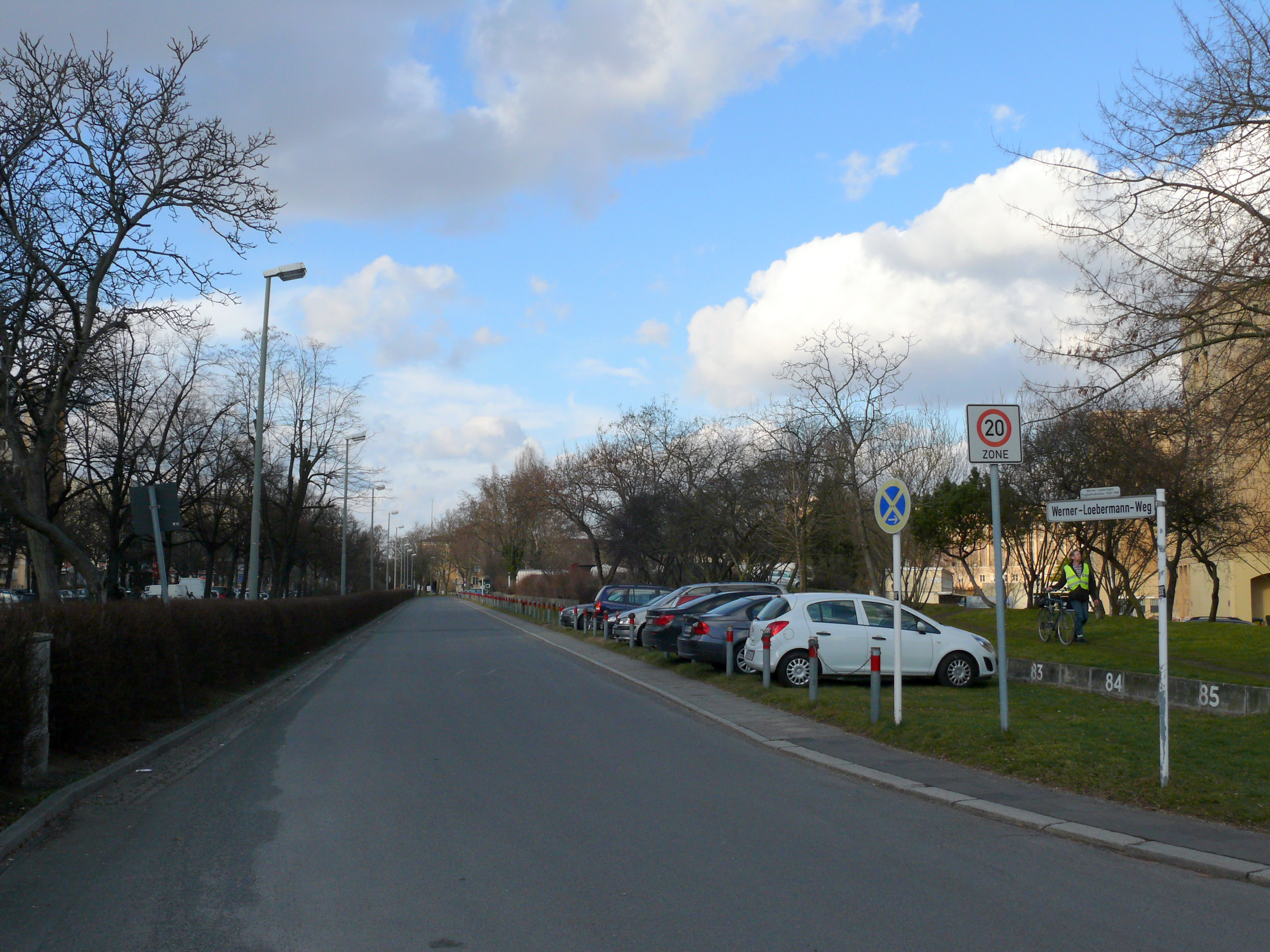
Berlin-Tempelhof: 20er-Zone im Werner-Löbermann-Weg
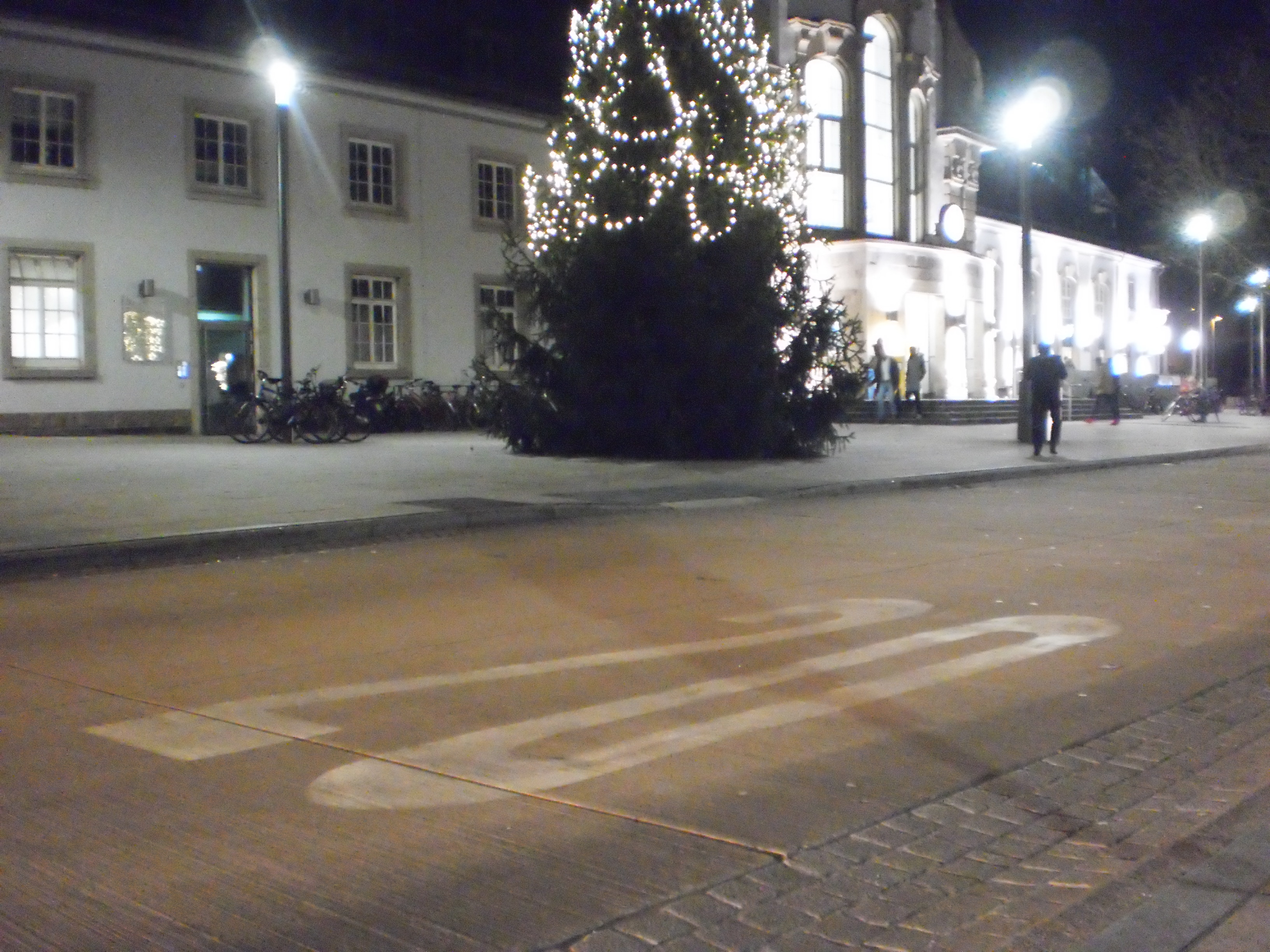
Bahnhofsvorplatz Hauptbahnhof Marburg als Umweltstraße. Bordsteinabsenkung als Querungshilfe.
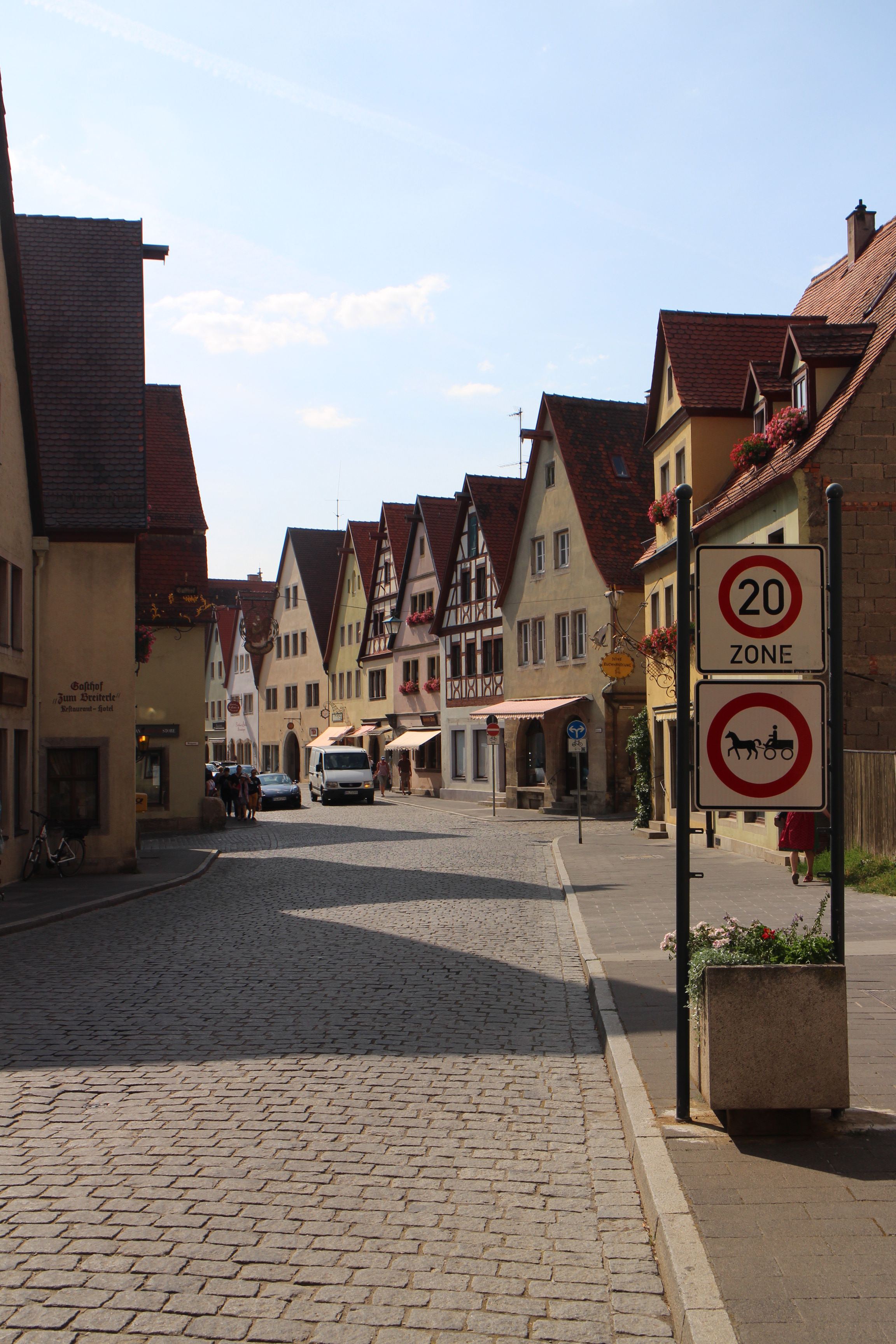
Beginn eines Verkehrsberuhigten Geschäftsbereichs in der historischen Altstadt von Rothenburg ob der Tauber.